# Tunnland
Tunnland är en nordisk ytenhet som motsvarar den åkeryta som besåddes med en tunna utsäde, och är omkring ett halvt hektar (5 000 m²) stor.
I Sverige (med Finland) fastställdes tunnlandets storlek genom lantmäteriinstruktioner på 1630-talet till 14 000 kvadratalnar (56 000 kvadratfot), vilket motsvarar 4 936,6 m². Därmed sattes exakt mått på en då knappt sekelgammal princip att använda tunnland. Ett danskt tunnland (tønde land) fastställdes år 1688 till 14 000 danska kvadratalnar, vilket är 5 516 m². Ett norskt tunnland (tønneland) motsvarade 40 000 norska kvadratfot eller 3 939 m².
Motsvarande anglosaxiska ytenhet är æcer (modern engelska acre) som är 43 560 engelska kvadratfot eller 4 047 m². Orden æcer, åker och grekiska agrós härstammar  från urindoeuropeiskans h₂éǵros, med samma betydelse.

## Svensk historik
Forskningen har visat att det i början av 1600-talet tillfälligt användes ett mindre arealmått, ibland felaktigt kallat ”det medeltida tunnlandet”, som tillkom i samband med de första rikstäckande så kallat jordrevningsreformerna. Revningstunnlandet definierades som en 9 stänger bred och 18 stänger lång åkeryta. Mätstången var 9 alnar men alnen var då kortare än den riksaln som tillkom i början av 1600-talet. Revningstunnlandets yta blev efter definitionen 13 122 kvadratalnar (4 145 m²). Storleksmässigt blev revningstunnlandet i genomsnitt nästan identiskt med örtuglandet, vilket knappast är en slump. Det rör sig sannolikt om ett medvetet försök att direkt koppla den medeltida beskattningsenheten örtuglandet till ett fast arealmått, tunnlandet.
Den svenska måttreformen under 1600-talet ansågs nödvändig eftersom något riksgiltigt tunnmått då ännu inte fanns och tunnlanden i olika landskap därför inte var direkt jämförbara. I Närke var till exempel tunnlandet omkring 4 000 m² men i Uppland omkring 5 000 m².